# Salem Al-Dawsari
Salem Mohammed Al-Dawsari (født 19. august 1991) er en saudiarabisk professionel fodboldspiller, som spiller for Saudi Pro League-klubben Al-Hilal og Saudi-Arabiens landshold.
Han blev udtaget til Saudi-Arabiens trup til VM i fodbold 2018 i Rusland.